# Classe Queen Elizabeth (porta-aviões)
A Classe Queen Elizabeth é uma classe de porta-aviões da Marinha Real Britânica. Sua primeira embarcação, o HMS Queen Elizabeth, foi comissionado em 7 de dezembro de 2017, sendo colocado operacional em 2018. O segundo navio da classe, o HMS Prince of Wales, foi lançado ao mar em dezembro de 2017 e comissionado dois anos depois.
O contrato para as duas embarcações foi anunciado em 25 de julho de 2007, pelo então Secretário de Estado para a Defesa, Des Browne, após anos de atrasos e reestruturação dos estaleiros. Os contratos foram assinados em julho de 2008, através da Aircraft Carrier Alliance, uma pareceria entre a Babcock International, o Thales Group, o A&P Group, o Rosyth Dockyard, o Ministério da Defesa britânico e a BAE Systems. O HMS Queen Elizabeth é a maior embarcação construída para a Royal Navy e também é o maior navio militar em atividade que não pertence a Marinha dos Estados Unidos. O projeto custou cerca de £ 6,2 bilhões de libras.
Com uma tripulação de 1 600 (entre marinheiros e pessoal de voo) e a capacidade de suportar de 50 a 70 aeronaves, é uma das maiores e mais modernas classes de navios atualmente em serviço. O HMS Queen Elizabeth carregará os modernos aviões F-35B e F-35C, ampliando a capacidade do porta-aviões para suporte CATOBAR e STOVL.